# Sinocentrisme

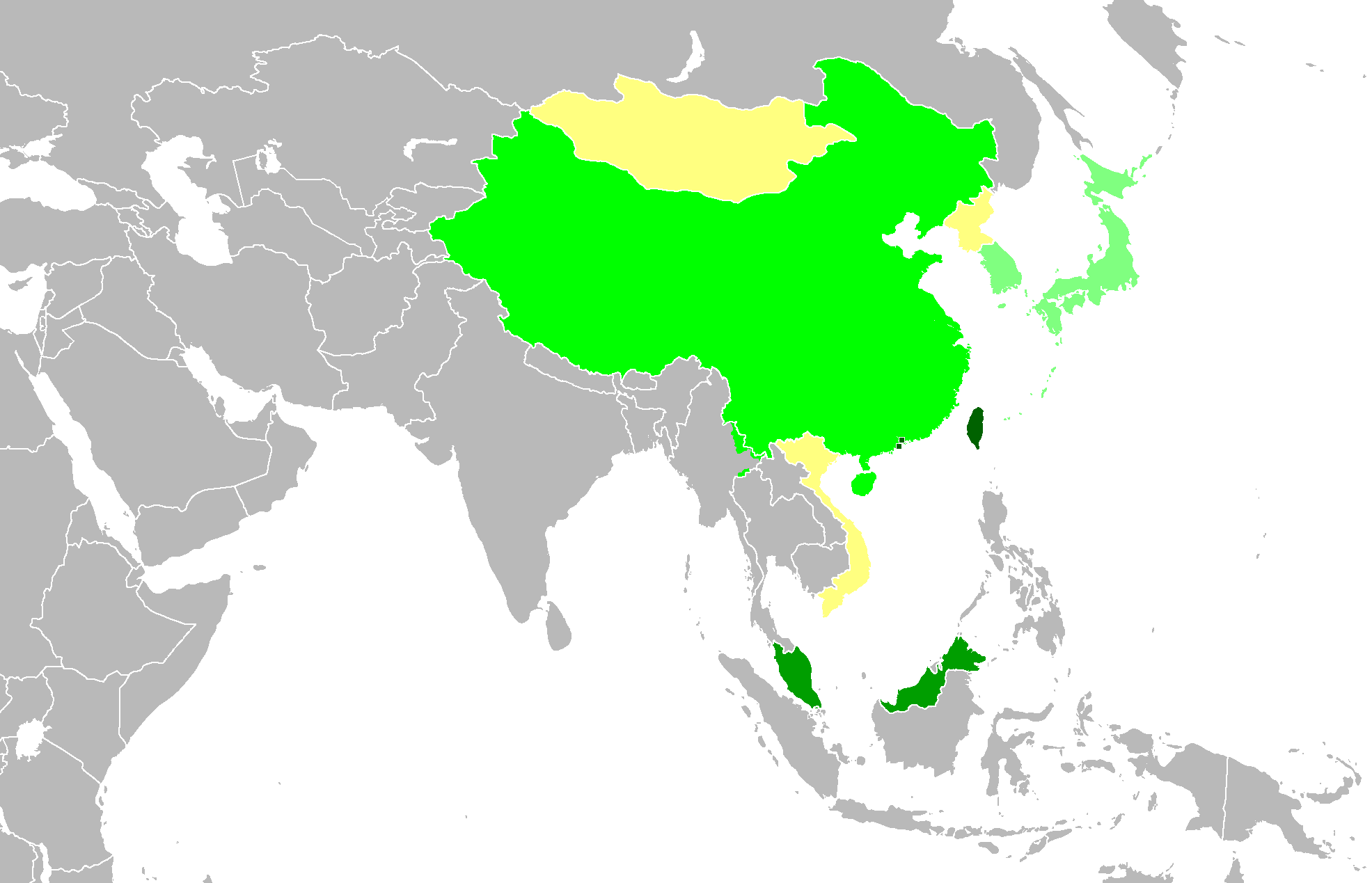
La Sinosfera de països on s'usen els caràcters xinesos per escriure l'idioma oficial del país. En verd fosc llocs on s'usen els ideogrames xinesos gairebé exclusivament (Taiwan, Hong Kong, i Macau). Mig verd - on s'usen ideogrames simplificats principalment però continuen usant-se els tradicionals (Singapur i Malàisia). Verd - On s'usen els simplificats gairebé exclusivament (Xina continental). Verd clar- Caràcters xinesos usats amb sistemes natius d'escriptura (Japó i Corea del Sud). Groc pàl·lid - On elscaràcters xinesos s'havien fet servir però actualment no (Mongòlia, Corea del Nord i Vietnam).

El sinocentrisme (en xinès:中国中心主义, Zhōngguó zhōngxīn zhǔyì) és una perspectiva nacionalista que veu a la Xina com el centre de la civilització i la considera superior a totes les altres nacions. Un concepte relacionat però diferent és el concepte de superioritat de l'ètnia han coneguda com el xovinisme han.

## Context
Segons el context històric el sinocentrisme es pot referir a ja sia l'etnocentrisme de l'ètnia han i la cultura Han, o el més recent concepte de zhonghua minzu popularitzat pels manxús de la dinastia Qing.
En temps premoderns va prendre la forma de veure la Xina com l'única civilització del món, i les nacions estrangeres o grups ètnics com "bàrbars" en graus diferents.

## Sistema sinocèntric

El Siyi 四夷 "quatre bàrbars/tribus " en les fronteres de la Xina: Dongyi (東夷) a l'est, Nanman (南蠻) al sud, Xirong (西戎) a l'0est, i Beidi (北狄) al nord.

El sistema sinocèntric va ser un sistema jeràrquic de relacions internacionals que va prevaldre a l'Àsia de l'Est abans d'adoptar-se el sistema westfalià en els temps moderns. Tradicionalment el regne Ryūkyū i el Vietnam eren considerats vassalls de la Xina. Les zones fora de l'àrea sinocèntrica s'anomenaven Huawaizhidi (化外之地), que significa terres sense civilitzar.
Al centre d'aquest sistema estava la Xina amb emperadors per mandat diví i considerat l'únic emperador legítim del món.
Sota aquest esquema només Xina tenia un emperador o Huangdi (皇帝), qui era fill del cel; altres països només tenien reis o Wang (王). Lús al Japó del terme Emperador celestial o 'tennō' (天皇) pels governants del Japó representa una subversió d'aquest principi.
Durant la dinastia Ming, quan el sistema de tributs estava al zenit, els estats estrangers es van classificar en un gran nombre de grups. La categoria del sud-est incloïa Corea, Japó, el Regne Ryūkyū, Annam, Đại Việt, Siam, Txampa, i illa de Java. Un segon grup de bàrbars del sud-est tenia Sulu, Moluques, i Sri Lanka.
A més hi havia bàrbars del nord, bàrbars del nord-est i dues grans categories de bàrbars de l'oest (des de Shanxi, oest de Lanzhou, i l'actual Xinjiang).
Hi avia estats que comerciaven amb Xina com Portugal, a qui es va cedir el territori de Macau sense entrar oficialment en el sistema de tributs xinès. De manera sorprenent la dinastia Qing va usar el terme de Huawaizhidi (化外之地) explícitament per a Taiwan (Formosa).
El sinocentrisme tenia aspectes econòmics importants a base del sistema de tributs. La zona sinocèntrica es basava en l'ús de la plata com a moneda i els preus de referència eren els de la Xina.
El model sinocèntric no es va veure amenaçat fins a l'entrada dels poder europeus dels segles XVIII a XIX especialment per les Guerres de l'Opi.
A finals del segle XIX el sistema sinocèntric va ser substituït pel sistema Westphalià multiestatal.